# Lunana. Szkoła na końcu świata
Lunana. Szkoła na końcu świata (dzongkha ལུང་ནག་ན / Lunana) – bhutańsko-chiński dramat filmowy z 2019 roku w reżyserii Pawo Choyninga Dorjiego, będący jego pełnometrażowym debiutem.
Obraz miał swoją premierę 5 października 2019 roku na Festiwalu Filmowym w Londynie. Jako pierwszy w historii film reprezentujący Bhutan, zdobył nominację do Oscara dla najlepszego filmu nieanglojęzycznego. Stało się dopiero w 2022 roku, gdyż rok wcześniej film został najpierw zdyskwalifikowany (Bhutan nie dysponował komisją selekcyjną), a następnie pozwolono go ponownie zgłosić do rywalizacji w kolejnym sezonie. Na ekrany polskich kin film trafił 13 stycznia 2023 roku.

## Fabuła
Młody Ugyen ma sprecyzowany plan na życie - chce wyjechać ze stolicy Bhutanu i zostać piosenkarzem w Australii. Jednakże, by móc wyemigrować, musi najpierw odbyć roczny staż nauczycielski w odległej wysokogórskiej wiosce o nazwie Lunana. Już wkrótce po przybyciu tam zaskakuje go brak zaspokojenia podstawowych potrzeb u tej prostej społeczności, zajmującej się hodowlą jaków. To, co dodaje Ugyenowi skrzydeł, to entuzjazm jego uczniów i ciepło bijące od mieszkańców wioski. Młody pedagog musi podjąć brzemienną w skutkach decyzję, czy chce w niej pozostać na dłużej.

## Obsada
- Sherab Dorji – Ugyen Dorji
- Ugyen Norbu Lhendup – Michen
- Kelden Lhamo Gurung – Saldon
- Kunzang Wangdi – Asha Jinpa
- Tshering Dorji – Singye
- Sonam Tashi – Tandin
- Pem Zam – Pem Zam
- Tsheri Zom – babcia Ugyena

## Produkcja
Zdjęcia kręcono w Bhutanie i w Sydney.